# Hampus Gustafsson (ishockeyspelare född 1991)
Hampus Gustafsson, född 22 april 1991 i Malmö, är en svensk professionell ishockeyspelare som spelar för Storhamar IL i norska GET-ligaen.